# 秋 (芥川龍之介)
『秋』（あき）は、芥川龍之介の短編小説。芥川が初めて試みた近代心理小説である。幼馴染の従兄をめぐる姉と妹の三角関係の愛と葛藤の物語。恋する人を妹に譲った姉の視点を軸にしながら、内に秘めた三者の揺れ動く微妙な心理が高雅な趣で表現されている。
1920年（大正9年）、雑誌『中央公論』4月号に掲載され、翌年1921年（大正10年）3月14日に新潮社より刊行の『夜来の花』に収録された。

## 作品背景
芥川龍之介は自然主義と対峙し、芸術によってこれを止揚しようとする芸術至上主義の立場から『地獄変』などを著していた。だが、同じような作品を書き続けている自身の作風に停滞を感じた芥川は、「芸術家が退歩する時、常に一種の自動作用が始まる」という考えのもと、歴史的な題材から、自身の境遇を対象化することを含めた、現実や日常性を対象化した現代小説への転換を図った。近代心理小説『秋』はその最初の作品とされている。
『秋』における作風の転換について、芥川は作品の公開前に南部修太郎に不安を打ち明ける手紙を送り、作品発表し好評を得た後は、「実際僕は一つの難関を透過したよ。これからは悟後の修行だ」と、自らの作風に安堵と自信を示す手紙を送った。また、滝井孝作には、「『秋』は大して悪くなささうだ。案ずるよりうむが易かつたといふ気がする。僕はだんだんああいふ傾向の小説を書くようになりさうだ」と書き送っている。
なお、芥川の初恋で幼友達であった吉田弥生（青山学院英文科卒業の才媛）との交際の破局が5年前にあったことが、作品のモチーフの一端にあるのではないかという考察もある。

## あらすじ
姉の信子は、同じ小説家志望で幼馴染の従兄の俊吉に思いを残しながら、別の男と結婚した。妹の照子は、姉が別の男と結婚したのは、自分が俊吉を好きだから姉が身を引いたのだということを解っていた。照子はそのことを詫びる手紙を、嫁ぎ先の大阪に旅立つ姉に渡した。信子はこの少女らしい手紙を読み返す度に涙がにじんだ。信子の結婚生活は徐々に幸福でなくなってきた。信子の夫は身綺麗で優しい感じだったが、信子が小説を書くことをだんだんと嫌がり、何かと細かい出費にねちねち文句を言う所帯じみたケチな男だった。
妹・照子は俊吉と結婚して山の手に新居をかまえた。信子は翌年の秋のある日、妹夫婦の新居を訪問した。家にはたまたま俊吉しか居なかった。照子と女中が帰宅するまでの間、信子はしこりとなった思いが未だ胸の中にありながらも、俊吉と楽しく小説のことや知人の会話をした。照子が帰宅し、姉妹の久しぶりの感激の対面をした。夕飯の後、きれいな月の見える庭を俊吉と信子は二人で散歩した。その間、照子は夫の机の前に、ぼんやり電燈を眺めていた。
翌日、用事がある俊吉は、午後自分が帰宅するまで信子に居るように言って出かけた。姉妹二人だけになり愉しいはずの会話をしていたが、ふと照子は姉の沈んだ様子に気がついた。信子は幸福そうな妹が羨ましかった。姉の結婚生活が不幸なことを察すると照子は泣きだした。信子は妹を慰めながらも残酷な喜びを感じて妹を見つめた。照子は昨夜の夫と姉の庭の散歩に嫉妬していたのだった。やがて二人は和解し、信子は退去した。しかし信子は幌俥の上に揺られながら、妹と永久に他人になってしまった心もちがした。ふと町を歩く俊吉を見たが、信子は声をかけるのをためらい、俊吉と幌俥はすれ違って過ぎていった。

## 登場人物
信子
才媛の女子大生で作家を志していた。従兄の俊吉が好きだったが、妹に気兼ねをし、学校を卒業すると、大阪の商事会社に就職する高商出身の青年と結婚する。
俊吉
信子の従兄。大学の文科にいて作家を志し、同人雑誌で活動。フランス仕込みの皮肉や警句を好む冷笑的な態度で、いつも真面目な信子とは対照的で冗談ばかり言うが、信子と気が合い、将来二人は結婚すると周囲の友人もみていた。
照子
信子の妹。従兄の俊吉が好きでラブレターを書く。それを信子は気づき妹のため身を引く。
信子の夫
高商出身の青年。大阪在住。口数が少なく上品で清潔感があったが、実は家計や経済のことにしか興味のない吝嗇な男。

## 作品評価・解釈
『秋』は芥川龍之介が初めて、現代や日常を題材としながら自身の実生活の主題を取り込んでいる心理小説であるが、後の作品に本格的な発展がなされて開花するまでの可能性を切り開くところまではいかなかった。三好行雄は、この作品のモチーフが芥川の「もっと切実なモチーフだったに違いない」が、『秋』の最後は「抒情的な処理で円環を閉じ」られ、「現代に取材しながら現実の生そのものの内部にはけっして深く降り立ってはいない」と解説している。
『秋』を、堀辰雄の『菜穂子』の「先蹤」のような作品で、芥川にしては、「ボヴァリスムを扱つた小さな珍らしい作品」だと評する三島由紀夫は、『秋』は傑作ではないが、「流露感」があり、もっとこういった「非傑作」を芥川はどんどん書くべきだったとして、以下のように解説している。

## テレビドラマ化
- 芥川龍之介シリーズ第4回『秋』（NTV） 1959年5月21日（木曜） 20:30 - 21:00
  - 出演：月丘夢路、森雅之、金子信雄、岩崎加根子
- 芥川龍之介短編シリーズ『秋』（CX） 1966年7月28日（木曜） 22:00 - 22:45（『シオノギテレビ劇場』）
  - 演出：太地恒夫。脚本：宮本研。
  - 出演：有馬稲子、高橋昌也、菅原謙二、小川眞由美、村瀬幸子

| 日本テレビ系列 芥川龍之介シリーズ | 日本テレビ系列 芥川龍之介シリーズ     | 日本テレビ系列 芥川龍之介シリーズ |
| 前番組                            | 番組名                                | 次番組                            |
| --------------------------------- | ------------------------------------- | --------------------------------- |
| 一塊の土 （1959年5月14日）        | 秋 （日本テレビ版） （1959年5月21日） | 芋粥 （1959年5月28日）            |
| フジテレビ系列 シオノギテレビ劇場 |                                       |                                   |
| お富の貞操 （1966年7月21日）      | 秋 （フジテレビ版） （1966年7月28日） | 袈裟と盛遠 （1966年8月4日）       |